# ヘルマン・ザンストラ
ヘルマン・ザンストラ（Herman Zanstra、1894年11月3日 - 1972年10月2日）は、オランダの天文学者である。惑星状星雲のスペクトル強度の理論に貢献した。

## 略歴
デルフト工科大学で学んだ後、1923年アメリカのミネソタ大学で数学の博士号を得た。カリフォルニア工科大学で星雲の光の吸収と星雲光度についての理論的研究を行い、星雲の光度の定量的な説明を行った論文An Application of the Quantum Theory to the Luminosity of Diffuse Nebulaeを発表した。1926年ワシントン大学の助教授となり、1928年にヨーロッパに戻りインペリアル・カレッジ・ロンドンの教授、その後アムステルダム大学で働いた。第二次世界大戦中は南アフリカ連邦に逃れ、ダーバンで教えた。1961年王立天文学会ゴールドメダルを受賞した。